# St. Francisville
St. Francisville – miasto w Stanach Zjednoczonych, w stanie Luizjana, siedziba administracyjna parafii West Feliciana.